# 582년

## 연호
- 남진(南陳)) 태건(太建) 14년
- 후량(後梁) 천보(天保) 21년
- 수(隋) 개황(開皇) 2년
- 신라(新羅) 홍제(鴻濟) 11년

## 기년
- 남진(南陳) 선제(宣帝) 14년
- 수(隋) 문제(文帝) 2년
- 신라(新羅) 진평왕(眞平王) 4년
- 고구려(高句麗) 평원왕(平原王) 24년
- 백제(百濟) 위덕왕(威德王) 29년

## 사건

#### 비잔틴 제국
- 8월 14일 – 동로마 제국의 황제 티베리우스가 콘스탄티노플에서 4년의 재위기간 (트라키아와 그리스를 슬라브인에게 빼앗겼다) 끝에 47세의 나이에 사망한다 (사인은 독극물로 추정). 그의 양아들이자 페르시아를 상대로 비잔틴군을 지휘했던 마우리키우스가 즉위하다.

- 8월 - 마우리키우스는 존 미스타콘을 동방군 사령관으로 임명하고 비잔틴 원정군을 아르메니아로 파병한다. 원정군은 님피우스강에서 회전을 벌인다.

#### 유럽
- 시르미움 공성전: 슬라브 보조부대에게 지원을 받아 보바얀 1세의 아바르인들이 3년 동안의 공성전 끝에 시르미움을 점령한다. 바얀은 비잔틴 제국령내에 전진기지를 세우고 발칸지방을 약탈한다.
- 클로테르 1세의 서자인 군도발트가 비잔틴의 지원을 받아 아키텐 지방에서 스스로를 왕으로 선포하고 갈리아 남부 지역을 획득하고, 프랑크 왕국의 영역이던 푸아티에와 툴루즈를 공격하다. (추정 연도)

## 사망
- 8월 13일 - 동로마 제국의 황제, 티베리우스